# Der Schatzgräber
Der Schatzgräber ist eine Oper von Franz Schreker in einem Vorspiel, vier Akten und einem Nachspiel nach dem Text vom Komponisten.
Die Uraufführung fand am 21. Januar 1920 an der Oper in Frankfurt am Main statt.

## Historisches
Ende der Oper. 12. November 1918 (am Tage der Ausrufung der Republik Deutschösterreich und dem Anschluss an das Deutsche Reich!)  Diesen Satz schrieb Franz Schreker als Widmung unter sein Partiturautograph seines Schatzgräbers, einer Oper, die er während des Hungerwinters der Kriegsjahre 1916/17 begonnen hatte, und die er für die zukünftige Republik komponierte.
In der Tat wurde Der Schatzgräber eine der meistgespielten zeitgenössischen Opern der Weimarer Republik. Zwischen 1920, dem Jahr der Uraufführung, und 1932 sind 385 Aufführungen in 50 verschiedenen Städten nachgewiesen, wobei die meisten dieser Aufführungen in die Spielzeiten 1920–1925 fielen, wohingegen für die Folgejahre bis 1932 nur 31 Aufführungen des Schatzgräbers belegt sind. Ab 1933 galt die Musik Schrekers als „entartet“. Erst gegen Ende des 20. Jahrhunderts erschien die Oper in Gera, Wien, Hamburg und anderen deutschsprachigen Städten wieder auf dem Spielplan.

## Handlung
Ort und Zeit der Handlung: Stadt und Land im Märchen – Mittelalter
Dauer der Oper: ca. 140 min

### Vorspiel –Gemach im Palast des Königs
Die Königin ist krank, weil ihr Goldschatz verschwunden ist, der ihr Schönheit und Fruchtbarkeit verleiht. Alle Versuche, diesen zu ersetzen bzw. wiederzubeschaffen, sind fehlgeschlagen. Deshalb bittet der König seinen Narren um Hilfe. Dieser hat von einem wandernden Sänger namens Elis gehört, einem Schatzgräber, der mit Hilfe seiner Wunderlaute alle verborgenen Schätze auffinden kann. Als Belohnung soll der Narr selbst eine Frau seiner Wahl bekommen.

### Erster Akt –Eine Waldschänke
Els, die Tochter des Wirtes der Waldschänke, wird von ihrem Vater gezwungen, den brutalen, aber reichen Junker zu heiraten, den sie nicht ausstehen kann. Deshalb lässt sie am Polterabend den Junker von ihrem Knecht Albi beseitigen, wie er es auch schon mit mehreren Verehrern zuvor gemacht hat. Erst soll er ihr aber den Schmuck der Königin von einem Hehler besorgen; der Schmuck soll dem Besitzer ewige Jugend und Schönheit verleihen. Da erscheint Elis in der Waldschenke. Er soll die Hochzeitsgesellschaft unterhalten. Seine Lieder stoßen auf allgemeine Ablehnung, nur Els gefallen sie. Sie hat sich auf Anhieb in den gutaussehenden Sänger verliebt. Elis schenkt ihr auch den Schmuck, den er in der Nähe der Leiche des Junkers gefunden hat. Da wird der Mord entdeckt. Der Vogt, der ebenfalls zur Hochzeitsgesellschaft gehört und sich in Els verliebt hat, lässt Elis verhaften, um bei der Angebeteten freie Bahn zu haben.

### Zweiter Akt –Platz in einer mittelalterlichen Stadt
Elis soll gehenkt werden. Els ist ihm nachgefahren, um beim König um Gnade für ihren Angebeteten zu bitten. Da trifft sie den Narren. Dieser verspricht ihr, Elis zu retten, obwohl er sich selbst ebenfalls in Els verliebt hat.
Elis wird vom Vogt zum Galgen geführt. Els gibt ihm einen Abschiedskuss und bittet ihn, durch eine Ballade Zeit zu gewinnen, da Rettung nahe. Eine letzte Bitte wird dem Sünder noch gewährt. Sein Gesang aber ist so schlecht und provokativ, dass die Meute seine sofortige Hinrichtung wünscht. Im letzten Augenblick erscheint der Herold des Königs und verhindert die Hinrichtung. Elis wird die Freiheit versprochen, wenn er den Schmuck der Königin findet und den Dieb entlarven kann. Els ist entsetzt, denn Elis wird den Schmuck bei ihr finden. Sie beauftragt Albi, ihm die Laute zu stehlen.

### Dritter Akt –In der Kammer von Els
Els wartet auf Elis. Dieser ist verzweifelt, da er seine Laute verloren hat und so seine Aufgabe nicht erfüllen kann. Els zeigt sich ihm in der Liebesnacht mit der ganzen Schönheit ihres Schmucks. Aus Liebe übergibt sie ihm den ganzen Schmuck. Er dürfe aber nie nach dessen Herkunft fragen und solle ihr immer vertrauen.

### Vierter Akt –Festsaal im Schlosse des Königs
Da die Königin ihren Schmuck, dazu ihre Schönheit zurückerhalten hat, veranstaltet die Hofgesellschaft ein großes Fest. Elis ist auf Grund seiner Verdienste zum Ritter von Isenstein ernannt worden. Bei dem Fest soll er erzählen, wie er den Schmuck ohne seine Laute gefunden hat. Er singt eine Ballade, bei der er die Liebesnacht mit Els nochmals in wundervollsten Zügen durchlebt. Voller Wut verlangt er den Schmuck der Königin zurück. Die Hofgesellschaft ist schockiert. Da aber tritt der eifersüchtige Vogt hervor. Er berichtet, dass er Albi verhaftet habe, und unter Folter habe dieser gestanden, dass Els hinter dem Raub des Schmucks sowie hinter der Ermordung ihrer ehemaligen Verlobten stecke. Er verlangt die sofortige Hinrichtung von Els. Da tritt der Narr vor den König und erinnert diesen an sein Versprechen, ihm eine Frau zu geben. Er wolle Els zur Frau und sonst keine. Der König gibt sie ihm, und so rettet er Els vor der Hinrichtung. Aber vom Hofe des Königs sind sie verbannt. Els fleht Elis an, ihr ihre Verbrechen zu verzeihen. Dieser aber wendet sich stumm von ihr ab und verschwindet.

### Nachspiel –In der Klause des Narren im Gebirge
Ein Jahr ist vergangen und der ehemalige Narr lebt mit Els zusammen in den einsamen Bergen. Beide sind sehr stark gealtert und Els liegt im Sterben. Der Narr hat Elis zu sich gerufen. Er singt ihr noch eine letzte Ballade, um ihr das Sterben zu erleichtern. Ihren letzten Atem haucht sie in seinen Armen aus.